# Visual Understanding Environment
VUE («Visual Understanding Environment», Entorno de Comprensión Visual o ECV) es un programa libre —su licencia es MPL 1.1— específicamente diseñado para hacer mapas conceptuales.
Requiere Java 2 (1.5) para funcionar, por lo cual, es compatible con una amplia gama de plataformas y sistemas operativos (Linux, Windows, MacOSX, entre otros).
Permite exportar a formato vectorial y jpg, entre otros; además, importa mapas conceptuales de IHMC CmapTools (software privativo).
La principal diferencia entre VUE y otros programas de mapas conceptuales es que con VUE, los mapas se hacen también mapas de contenido al conectarlos a recursos digitales.
Está desarrollado por el Departamento de Tecnología Académica de la Universidad de Tufts con el objetivo de permitir a alumnos y profesores integrar sus recursos digitales en el aprendizaje y la enseñanza.
- Datos: Q3553028